# Diacamma cyaneiventre
Diacamma cyaneiventre é uma espécie de formiga do gênero Diacamma, pertencente à subfamília Ponerinae.